# Henrik II av Österrike
Henrik II av Österrike eller Jasomirgott, född 1107, död 1177, var regerande hertig av Bayern från 1141 till 1156 och den första hertigen av Österrike (1156–1177). Han var son till markgreven Leopold III. 

## Galleri

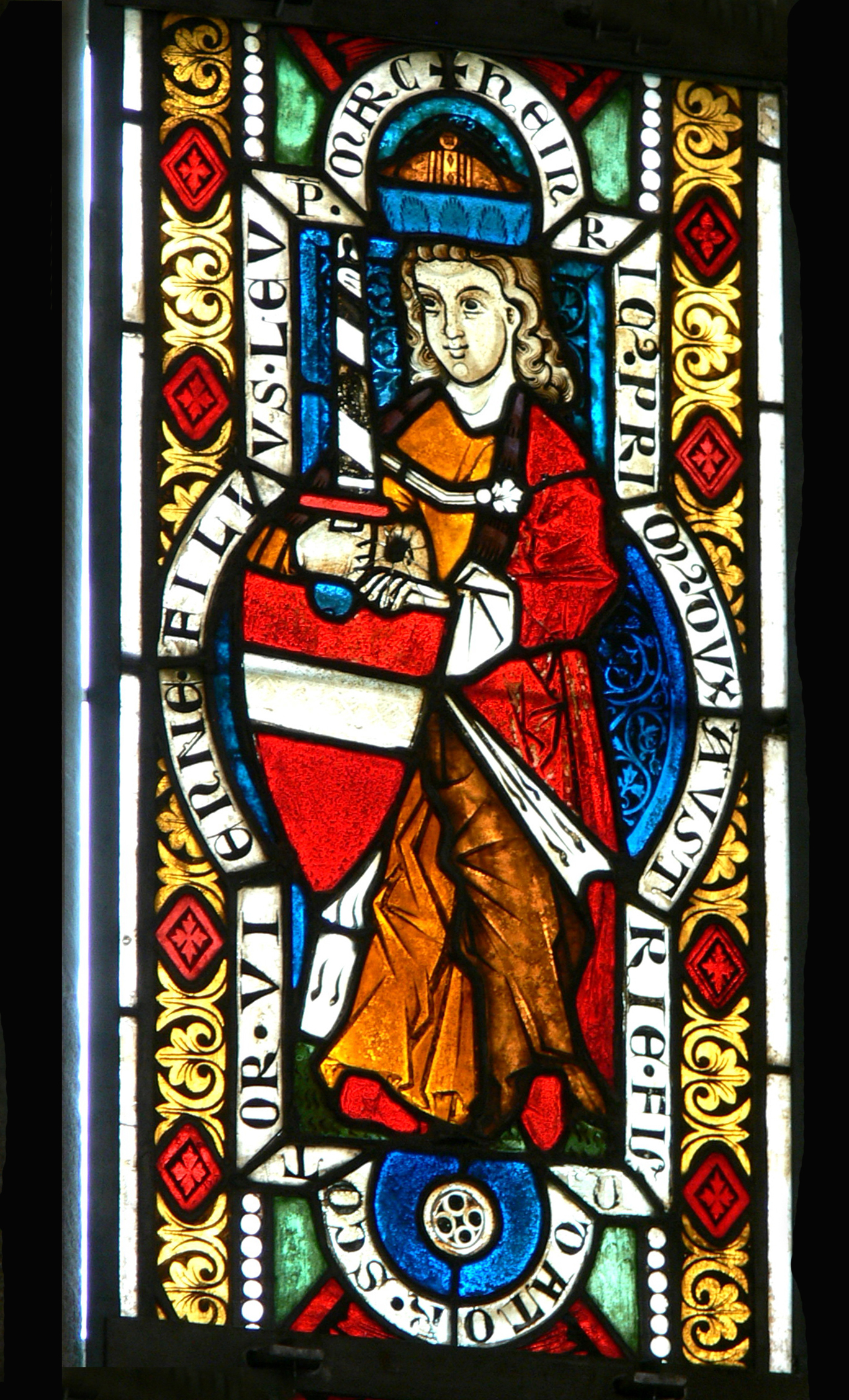
Henrik II av Österrike, avbildad i Heiligenkreuz stift.